# Heuven (landgoed)

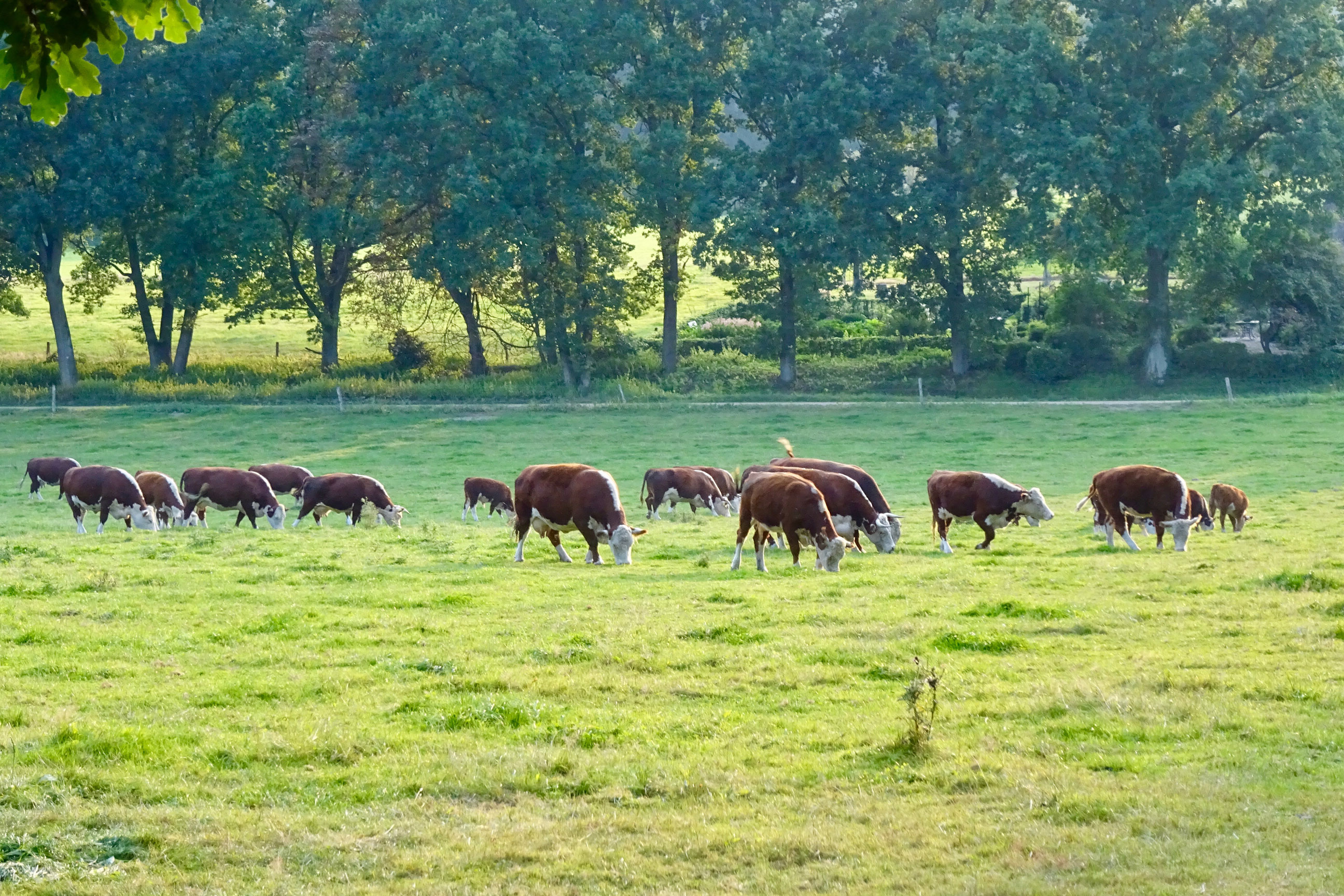
Begrazing met Hereford runderen op Heuven anno 2017

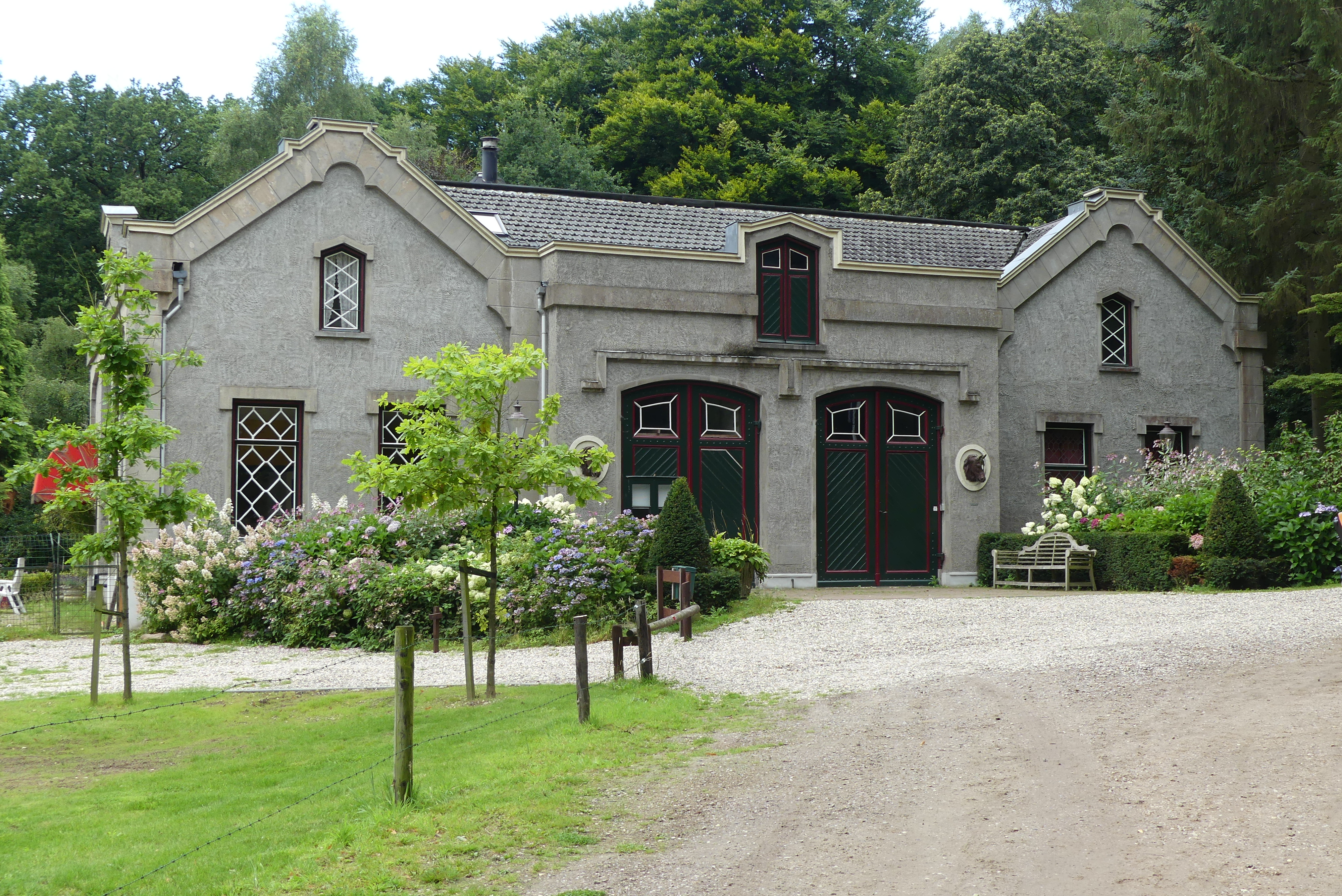
Koetshuis op Heuven in 2017

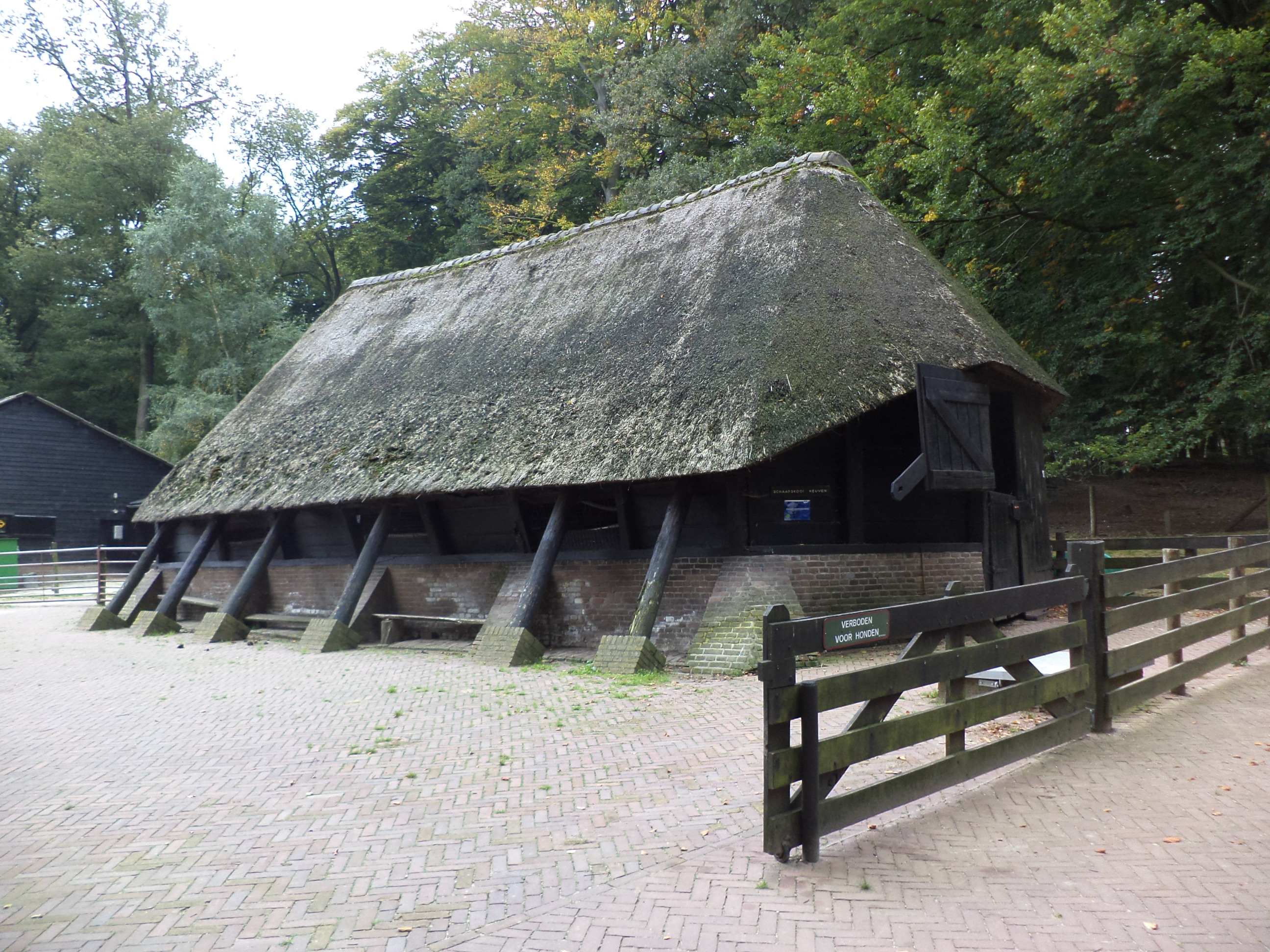
Schaapskooi

Heuven is een landgoed van ongeveer 100 hectare in de gemeente Rheden in Gelderland en maakt deel uit van het Nationaal Park Veluwezoom. Het heuvelachtige landgoed bestaat grotendeels uit bossen en landbouwgronden.
Het landgoed wordt al genoemd in een akte uit 1379, en is eeuwenlang bewoond geweest door het geslacht Van Heerde. Het oorspronkelijke huis lag iets ten oosten van het latere landhuis, en is in de 17e eeuw afgebroken. In 1856 werd het landgoed gekocht door J.W.Wurfbain (1816- 1888), bankier te Amsterdam, die in 1860 een nieuw landhuis liet bouwen op een vlak bij het oude huis gelegen heuvel met panoramisch vergezicht over het IJsseldal. Hij woonde op het huis tot 1888. Na de dood van zijn zoon is het landhuis in 1940 afgebroken. Zijn kleindochter ging in 1939 in het achter het voormalige landhuis gebouwde "Noorse Huisje" wonen, tot haar overlijden in 1976. In 1969 is het grootste gedeelte van het landgoed verkocht aan de Vereniging Natuurmonumenten.
Het vermoedelijk naar ontwerp van Martinus Gerardus Tétar van Elven in 1861 gebouwde koetshuis en het rentmeestershuis van het landgoed zijn bewaard gebleven, evenals enkele boerderijen en schaapskooien. Op de bij het landgoed behorende landbouwgronden wordt op ecologische wijze veeteelt en akkerbouw bedreven. Enkele gebouwen op het landgoed (een schaapskooi, het koetshuis en het "Noorse huis") hebben de status van rijksmonument gekregen.
In een van de voormalige boerderijen van het landgoed bevindt zich het Bezoekerscentrum Veluwezoom van Natuurmonumenten, daarnaast ligt de IVN-tuin Oost Veluwezoom. Op het landgoed bevinden zich ook de manege "Midden-Heuven", en de schaapskooi waar de Rhedense schaapskudde is gehuisvest.